# Polnische Badmintonmeisterschaft 2023
Die Polnische Badmintonmeisterschaft 2023 fand vom 16. bis zum 19. Juni 2023 in Józefosław statt. Es war die 59. Austragung der Titelkämpfe.

## Medaillengewinner
| Disziplin    | Gold                                 | Silber                                | Bronze                              |
| ------------ | ------------------------------------ | ------------------------------------- | ----------------------------------- |
| Herreneinzel | Dominik Kwinta                       | Krzysztof Jakowczuk                   | Adrian Dziółko                      |
| Herreneinzel | Dominik Kwinta                       | Krzysztof Jakowczuk                   | Mikołaj Szymanowski                 |
| Dameneinzel  | Joanna Podedworny                    | Anna Duda                             | Anastasiya Khomich                  |
| Dameneinzel  | Joanna Podedworny                    | Anna Duda                             | Joanna Rudna                        |
| Herrendoppel | Miłosz Bochat Robert Cybulski        | Paweł Śmiłowski Przemysław Szydłowski | Michał Sobolewski Adam Szolc        |
| Herrendoppel | Miłosz Bochat Robert Cybulski        | Paweł Śmiłowski Przemysław Szydłowski | Adrian Krawczyk Szymon Ślepecki     |
| Damendoppel  | Dominika Kwaśnik Kornelia Marczak    | Anna Czuchra Daria Zimnol             | Kamila Augustyn Ulyana Volskaya     |
| Damendoppel  | Dominika Kwaśnik Kornelia Marczak    | Anna Czuchra Daria Zimnol             | Anastasiya Khomich Karolina Szubert |
| Mixed        | Paweł Śmiłowski Agnieszka Wojtkowska | Miłosz Bochat Magdalena Świerczyńska  | Szymon Ślepecki Dominika Kwaśnik    |
| Mixed        | Paweł Śmiłowski Agnieszka Wojtkowska | Miłosz Bochat Magdalena Świerczyńska  | Piotr Liszka Anna Czuchra           |